# Промисловий мікрорайон (Калуш)
Промисловий мікрорайон, також Промислова зона — район розташування промислових підприємств і виробництв Калуша. 

## Розташування
Є західною частиною міста. Межує: на півдні — з селами Сівка-Калуська і Кропивник, на сході — з районом міста Новий Калуш (відділений вулицями Об’їзна і Литвина), на півночі — з селами Копанки і Мостище, на заході — з селами Степанівка і Верхня.

## Історія
Цей район міста утворений наприкінці 1950-х років внаслідок розширення гірничого і хімічного виробництв — відкрито Домбровський кар’єр, підприємства переробки калійних руд (Калуський хіміко-металургійний комбінат), ТЕЦ, будівельні підприємства, прокладена залізниця (станція Кропивник). Надалі тут розміщували хімічні виробництва та підприємства інших профілів.
Сучасні межі район отримав 20 березня 1972 року, коли Калушу було присвоєно статус міста обласного підпорядкування і село Мостище вилучене з підпорядкування міської ради і передане до Калуського району.

## Сучасність
Район включає, крім промислових підприємств, ще й малоповерхову забудову селища Гірниче (вул. Гірничорятувальників) і Станцію Кропивник та Хутір Кепський, виборці з яких голосують на виборчій дільниці у ВПУ № 7 в Новому Калуші. Включає вулиці Промислова, Богдана Хмельницького (дальня половина), Шахтарську, Гірничорятувальників та значну кількість вулиць і доріг без назв.
Пасажирські перевезення — винятково автотранспортом: міський маршрут № 7, відомчий транспорт підприємств і транзитні рейси до приміських сіл.